# Alfredo Murça
Pour les articles homonymes, voir Murça (homonymie).
Alfredo Manuel Ferreira da Silva Murça, appelé plus communément Alfredo Murça, est un footballeur portugais né le 17 janvier 1948 à Almada et mort le 24 août 2007. Il évolue au poste de défenseur.

## Biographie

### En club
Alfredo Murça joue principalement en faveur du CF Belenenses, du FC Porto, et du Vitória Guimarães.
Il dispute avec ces trois équipes un total de 391 matchs en première division portugaise, inscrivant dix buts.
Au sein des compétitions européennes, il joue quatre matchs en Coupe d'Europe des clubs champions, 16 en Coupe de l'UEFA (un but), et six en Coupe des coupes (un but). Il est quart de finaliste de la Coupe des Coupes en 1978 avec l'équipe de Porto, en étant battu par le RSC Anderlecht.

### En équipe nationale
International portugais, il reçoit cinq sélections en équipe du Portugal entre 1969 et 1979, sans inscrire de but,.
Il joue son premier match en équipe nationale le 10 décembre 1969, contre l'Angleterre en amical (défaite 0-1 à Londres).
Il joue ensuite lors de l'année 1977 trois rencontres rentrant dans le cadre des éliminatoires du mondial 1978, contre le Danemark, la Pologne, et Chypre. Son dernier match en équipe nationale a lieu le 1er novembre 1979, contre la Norvège (victoire 3-1 à Oeiras)  dans le cadre des qualifications pour l'Euro 1980.

## Palmarès
Avec le FC Porto :
- Champion du Portugal en 1978 et 1979.
- Vice-champion du Portugal en 1975, 1980 et 1981.
- Vainqueur de la Coupe du Portugal en 1977.
- Finaliste de la Coupe du Portugal en 1978, 1980 et 1981.

Avec le CF Belenenses :
- Vice-champion du Portugal en 1973.

## Vie privée
Il est le frère de Joaquim Murça, lui aussi international portugais.